# Terminal container

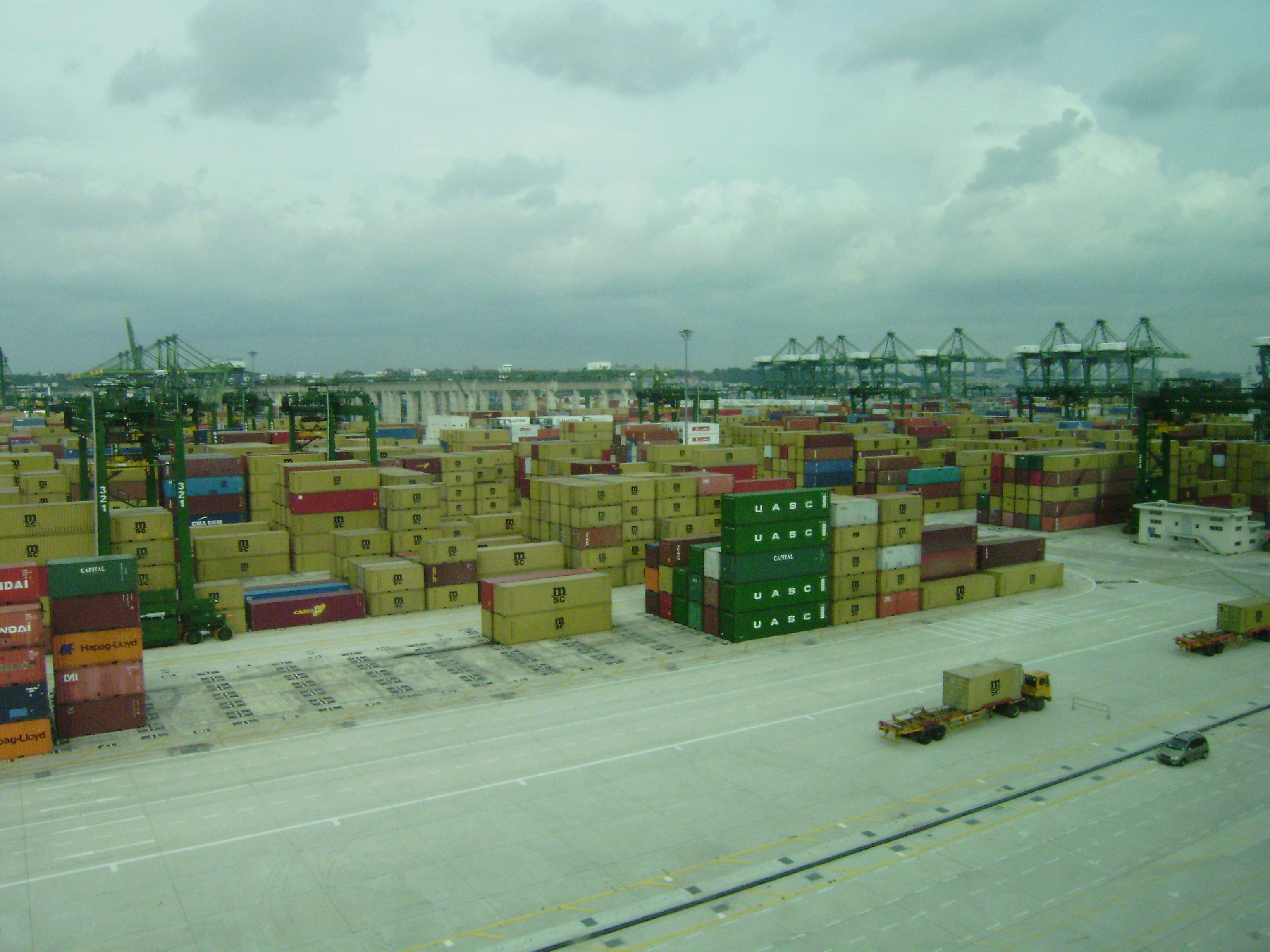
Stoccaggio di container al terminal container di Singapore

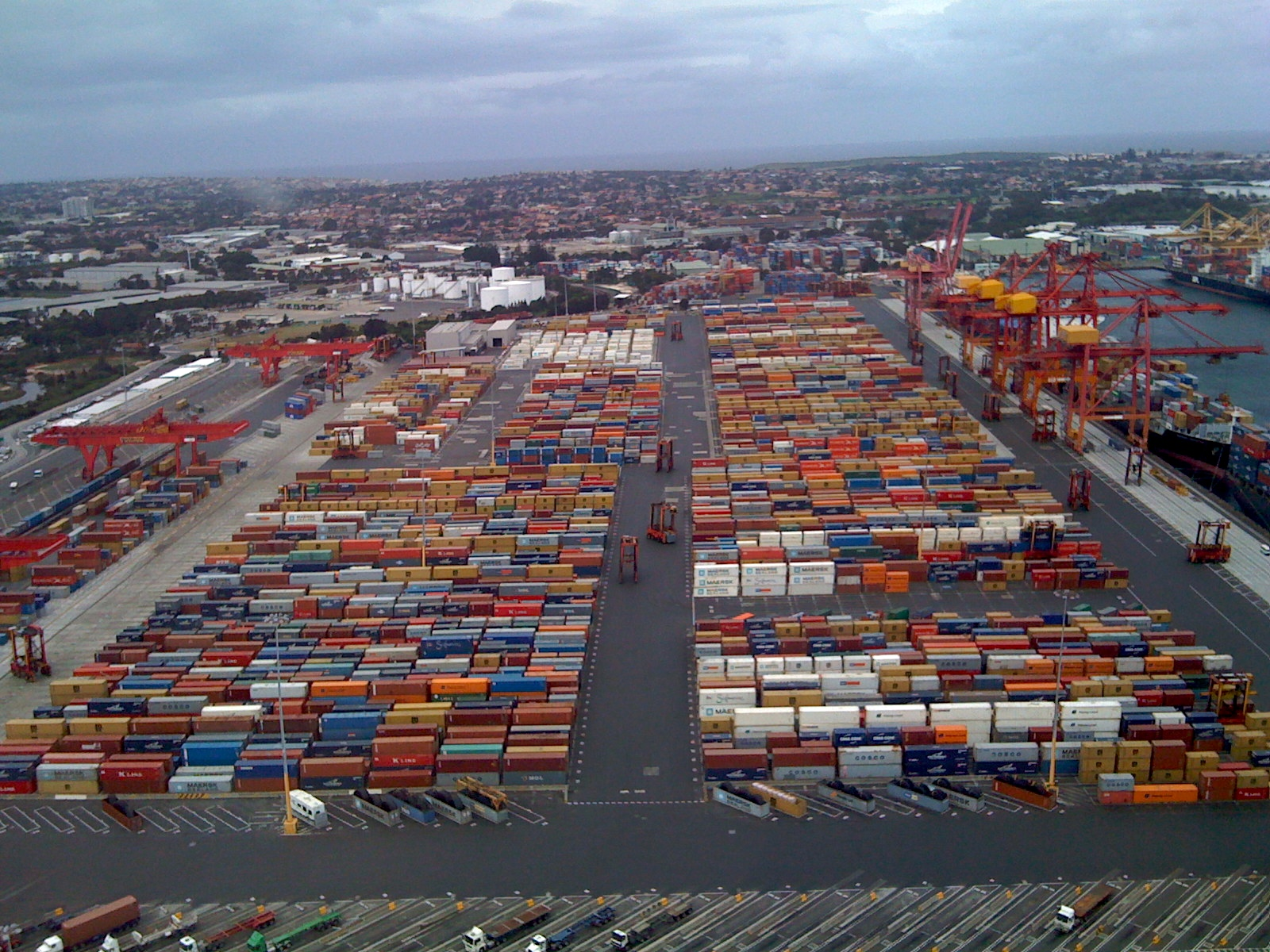
Stoccaggio di container al terminal container di Sydney in Australia

Un terminal container (o terminal contenitori) è una struttura in cui vengono gestiti e movimentati i container marittimi al fine di cambiarne modalità di trasporto. Per parlare di terminal è necessario che vi sia il cambio di almeno due mezzi di trasporto. Generalmente un terminal container viene associato alla movimentazione di container fra navi portacontainer e fra navi e veicoli terrestri, quali treni o camion; in questo caso viene definito terminal container marittimo. Analogamente la movimentazione può avvenire fra veicoli terrestri, tipicamente tra treno e camion, in questo caso viene definito terminal container interno, solitamente un interporto.

## Ubicazione
I terminal container, essendo il fulcro del trasporto dei container, giocano un ruolo speciale nelle vie di comunicazione nazionali ed internazionali e vengono, per questo, costruiti solitamente in prossimità delle più importanti città.
I terminal container marittimi sono una parte di un porto ed i più grandi sono situati all'interno dei principali porti, mentre i terminal container interni tendono ad essere situati nelle vicinanze di grandi città, con ottimi collegamenti ferroviari verso i terminal container marittimi. Un ruolo particolare è, anche, svolto dai terminal container situati su vie d'acqua dolce, sorti per sfruttare la capacità dei terminal marittimi dei maggiori laghi.

## Caratteristiche
I terminal container, sia marittimo che interno, di solito forniscono impianti di stoccaggio sia per i container pieni che per quelli vuoti, i quali vengono conservati per periodi relativamente brevi, in attesa del successivo cambio di mezzo di trasporto. I contenitori sono normalmente sovrapposti per lo stoccaggio in pile di container. Particolare attenzione è rivolta ai container frigoriferi (reefer container), che sono collegati in colonnine alimentate elettricamente ed il loro stato viene regolarmente monitorato e documentato.
All'interno di un terminal, i container vengono caricati e scaricati tramite appropriati mezzi di movimentazione. Questi si possono categorizzare fra mezzi su rotaia e mezzi su gomma. Negli ultimi anni i progressi metodologici in materia di operazioni di terminal container sono notevolmente migliorati.